# Зеттерберг, Пер
Пер Зеттерберг (швед. Pär Zetterberg; род. 14 октября 1970, Фалькенберг, Халланд) — шведский футболист, центральный полузащитник.

## Карьера

### В клубах
Пер Зеттерберг начал играть за молодёжный состав клуба «Фалкенбергс» из его родного города, куда пришёл в 8 лет. Когда Пёру было 16, его заметил бельгийский клуб «Андерлехт», куда он перешёл в 1986 году, в основе же Пер дебютировал на три года позже. Всю профессиональную карьеру Зеттерберг провёл за «Андерлехт», исключая 5 лет в «Шарлеруа» и «Олимпиакосе», став символом клуба. Зеттерберг был популярен и своим джентльменским поведением на поле, несколько раз выигрывая приз фэйр-плей и получив за карьеру только 3 жёлтые карточки. Он дважды становился лучшим футболистом в Бельгии и один раз лучшим футболистом Швеции.

### В сборной
За сборную Швеции провёл 30 матчей, но в 1999 году отказался от международных выступлений из-за конфликта с тренерским штабом и собственного диабета, а, когда он захотел вернуться в команду для выступления на Евро 2000, получил отказ.

## Достижения

### Командные
- Чемпион Бельгии: 1990/91, 1993/94, 1994/95, 1999/00, 2003/04, 2005/06
- Обладатель кубка Бельгии: 1994
- Чемпион Греции: 2000/01, 2001/02, 2002/03

### Личные
- Футболист года в Бельгии: 1993, 1997
- Футболист года в Швеции: 1997
- Приз Честной игры в Бельгии: 1998, 2000, 2004, 2006